# Тависток група
Тависток група је тип психоаналитички оријентисане групне терапије, који потиче од В. Бијона и његовог рада на Тависток институту 1944. У Тависток групи терапеут заузима наизглед пасивну позицију, готово посматрача и интерпретира само целу групу. Циљ је да чланови стекну увид у трансферне реакције које се појављују када група наизглед нема чврсто вођство.